# Wielka Brytania na Letnich Igrzyskach Olimpijskich 2000
Wielką Brytanię na Letnich Igrzyskach Olimpijskich 2000 reprezentowało 332 zawodników, 181 mężczyzn i 129 kobiet.

## Zdobyte medale

### Złoto
| Zawodnik | Dyscyplina sportowa  | Konkurencja               |
| --- | -------------------- | ------------------------- |
| Ben Ainslie | Żeglarstwo           | Laser                     |
| Stephanie Cook                                                                                                   | Pięciobój nowoczesny | Indywidualnie             |
| Jonathan Edwards                                                                                                 | Lekkoatletyka        | Trójskok                  |
| Richard Faulds                                                                                                   | Strzelectwo          | Trap                      |
| Audley Harrison                                                                                                  | Boks                 | Waga superciężka (+91 kg) |
| Denise Lewis | Lekkoatletyka        | Siedmiobój                |
| Ian Percy | Żeglarstwo           | Klasa Finn                |
| Jason Queally | Kolarstwo            | Jazda na czas             |
| Shirley Robertson                                                                                                | Żeglarstwo           | Klasa Europe              |
| James Cracknell Tim Foster Matthew Pinsent Steve Redgrave                                                        | Wioślarstwo          | Czwórka bez sternika      |
| Louis Attrill Simon Dennis Rowley Douglas Luka Grubor Ben Hunt-Davis Andrew Lindsay Fred Scarlett Steve Trapmore | Wioślarstwo          | Ósemka                    |

### Srebro
| Zawodnik                                                     | Dyscyplina sportowa | Konkurencja        |
| ------------------------------------------------------------ | ------------------- | ------------------ |
| Steve Backley                                                | Lekkoatletyka       | Rzut oszczepem     |
| Darren Campbell                                              | Lekkoatletyka       | 200 m              |
| Kate Howey                                                   | Judo                | Kategoria do 70 kg |
| Chris Hoy Jason Queally                                      | Kolarstwo           | Sprint drużynowo   |
| Ian Peel                                                     | Strzelectwo         | Trap               |
| Paul Ratcliffe                                               | Kajakarstwo         | K-1 slalom         |
| Jeanette Brakewell Pippa Funnell Leslie Law Ian Stark        | Jeździectwo         | WKKW drużynowo     |
| Guin Batten Miriam Batten Katherine Grainger Gillian Lindsay | Wioślarstwo         | Czwórka podwójna   |
| Ian Barker Simon Hisscocks                                   | Żeglarstwo          | Klasa 49er         |
| Mark Covell Ian Walker                                       | Żeglarstwo          | Klasa Star         |

### Brąz
| Zawodnik                                                                          | Dyscyplina sportowa  | Konkurencja                     |
| --------------------------------------------------------------------------------- | -------------------- | ------------------------------- |
| Kate Allenby                                                                      | Pięciobój nowoczesny | Indywidualnie                   |
| Tim Brabants                                                                      | Kajakarstwo          | K-1 1000 m                      |
| Kelly Holmes                                                                      | Lekkoatletyka        | 800 m                           |
| Yvonne McGregor                                                                   | Kolarstwo            | 3000 m na dochodzenie           |
| Katharine Merry                                                                   | Lekkoatletyka        | 400 m                           |
| Simon Archer Joanne Goode                                                         | Badminton            | Gra mieszana                    |
| Jonathon Clay Robert Hayles Paul Manning Chris Newton Bryan Steel Bradley Wiggins | Kolarstwo            | Wyścig na dochodzenie drużynowo |